# Красноярский колледж искусств имени П. И. Иванова-Радкевича
Красноярский колледж искусств имени П. И. Иванова-Радкевича — первое профессиональное музыкальное учебное заведение в Красноярском крае. Основано П. И. Ивановым-Радкевичем в 1920 году как Народная консерватория.
Полное название — Краевое государственное бюджетное профессиональное образовательное учреждение «Красноярский колледж искусств имени П. И. Иванова-Радкевича».

## История

### Народная консерватория
В Красноярске не раз предпринимались попытки открыть профессиональное музыкальное учебное заведение как частными лицами, так и общественными организациями. Музыковед Э. А. Ванюкова отмечает, что на рубеже XIX—XX веков с такой инициативой выступали: Общество любителей музыки (1892); Общество любителей музыки и литературы (1897, 1910); театральный антрепренёр В. И. Розеноэр (1898); скрипач, выпускник Московской консерватории П. И. Золотарёв (1915); Общество попечения о начальном образовании (1915). В январе 1920 года группа музыкальных деятелей Красноярска во главе с композитором П. И. Ивановым-Радкевичем в очередной раз подняла вопрос о необходимости открытия музыкального учебного заведения. Иванов-Радкевич убедил чиновников в наличии квалифицированных педагогических кадров и востребованности музыкального образования среди молодёжи, и 23 февраля на заседании Большой коллегии Енисейского губернского отдела народного образования был утверждён проект создания нового учебного заведения, а Павел Иосифович был назначен его первым руководителем. В тот же день он выступил с проектом создания Народной консерватории в местной печати:

Проектируемое музыкальное учреждение носит название Народной Консерватории, в программу которой входит обслуживание музыкальных интересов всего населения Енис. Губернии. … Россия богата талантами. Какую бы область искусства мы не взяли — мы встречаем великие русские имена, с уважением упоминающиеся за границей. Эти таланты выдвинулись в старое тяжелое время, когда каждый художник должен был прокладывать себе дорогу, ни имея поддержки, ни со стороны правительства, ни со стороны общества. Теперь время не то; теперь нетронутая деревня может выставить целый кадр будущих ученых тружеников и артистов-художников. Надо только уметь вызвать эти силы. Не теряя времени, надо сейчас приступить к созданию тех условий, при которых народ наш всесторонне должен развиваться. … Эту подготовку и берет на себя Народная Консерватория, как одну из главных своих задач. Законченный инструктор обязан сорганизовать хор, великорусский оркестр, уметь поставить на сцене отрывки и целые картины оперного содержания… Организация великорусского оркестра совершается значительно легче, чем духового или струнного, вследствие большей доступности этих инструментов по технике игры на них… Несомненно, в деревне найдутся и голосовые средства, и способности — было-бы только желание у инструктора работать и достаточная к тому подготовка …— П. И. Иванов-Радкевич

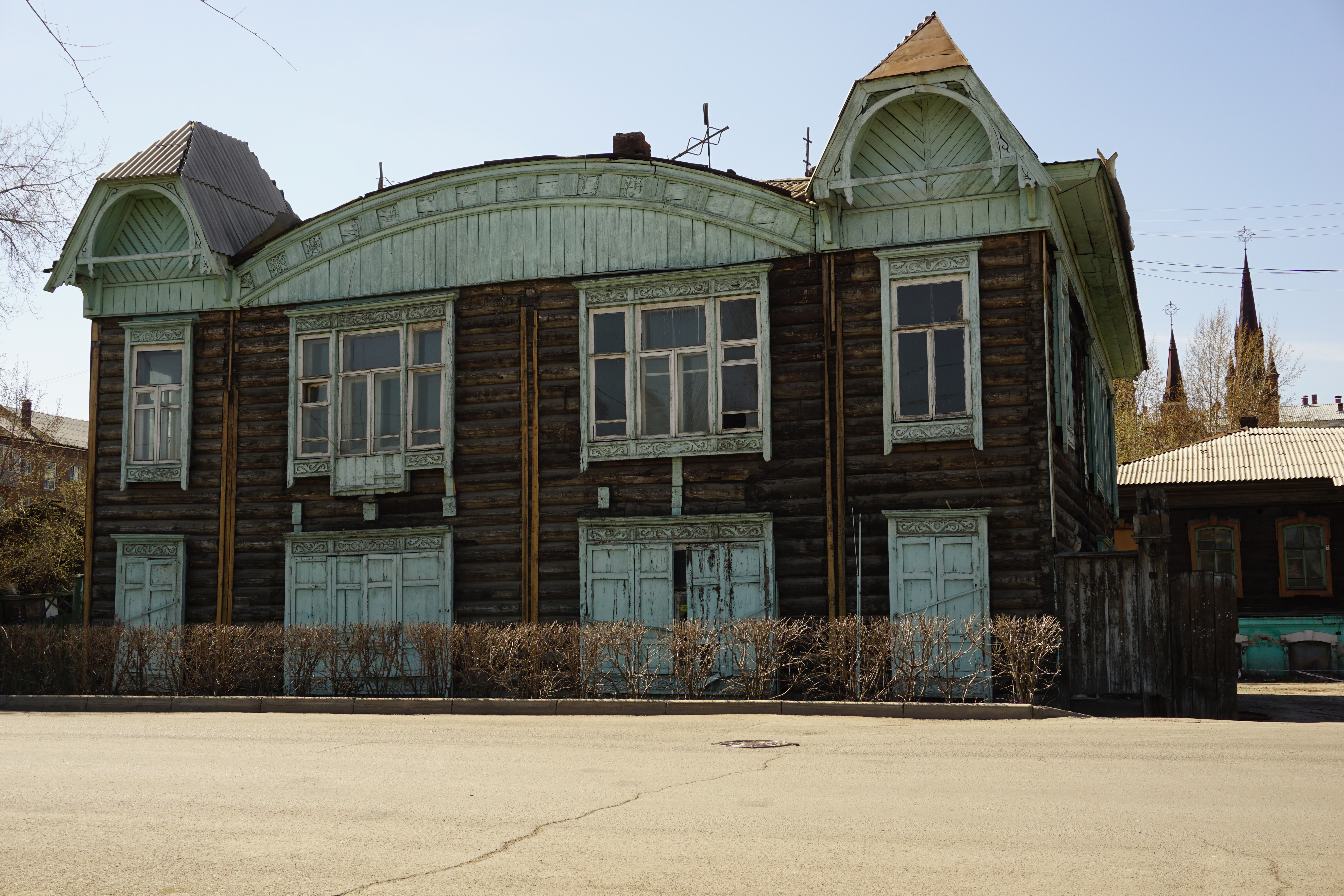
Дом, в котором располагалась Народная консерватория в 1920—1936 годах. Красноярск, улица Горького, 11

Торжественное открытие Народной консерватории состоялось 5 апреля 1920 года по адресу Архиерейский переулок, дом 11:

В предоставленном помещении на улице Горького, 9 в нижнем этаже деревянного дома находилось 6 небольших комнат, которые были распределены для проведения учебных занятий по специальностям: фортепиано, вокал, смычковые инструменты, струнно-народные. Кроме комнат для индивидуальных занятий, была ещё одна большая, проходная, размером … квадратных метров для академических концертов, оркестровых репетиций, общих собраний и других групповых мероприятий. И, наконец, помещение кухни, отведённое для сторожа-уборщицы. На этой же усадьбе, во дворе, находился небольшой двухэтажный деревянный дом с несколькими комнатами, по своим размерам подходящими для проведения групповых занятий по теоретическим предметам: сольфеджио, гармонии музыки и других.— из воспоминаний Б. Г. Кривошея
Народная консерватория соединяла в себе черты современной начальной и средней профессиональной школ и имела два отделения: инструментальное и инструкторско-педагогическое. Первая образовательная программа инструментального отделения была выполнена Ивановым-Радкевичем по плану Русского музыкального общества с добавлением мандолины и инструментов великорусского оркестра. Педагогическое отделение имело 3 класса: инструкторский, учителей пения, хорового пения. Занятия вели около 50 преподавателей по классам рояля, струнно-смычковых, духовых и ударных инструментов, сольного и хорового пения, мандолины, балалайки, гитары. Среди первых преподавателей были: вокалисты Пётр Иванович Словцов и Маргарита Николаевна Риоли-Словцова, пианистка Мина Мироновна Крамник, руководитель великорусского ансамбля Василий Евгеньевич Авксентьев, скрипач и основатель филармонического общества «Музыка — массам» Абрам Леонтьевич Марксон, балалаечник Георгий Ильич Трошин, пианисты Наталья Семенкович и Эрнст Гроника и др.:

…Сразу подали несколько сот заявлений и все желающие получить музыкальное образование без экзамена, без проверки и без подготовки были приняты. Занимались один раз в пять дней… Обучение первого года было бесплатное. Педагоги вместо зарплаты получали муку или кое-что из промтоваров…— из воспоминаний М. М. Крамник
19 апреля 1920 года к занятиям приступили около 250 учащихся — 144 человека для обучения на фортепиано и около 100 человек на остальные инструменты. Из-за недостатка учебного пространства ещё 200 были зачислены кандидатами. Первый учебный год под руководством Иванова-Радкевича длился всего 4 месяца. Новый учебный год начался 15 августа, однако, в связи с болезнью Иванова-Радкевича, уже под руководством временно исполняющего обязанности заведующего Народной консерваторией Николая Никаноровича Тихонова. После переезда Павла Иосифовича в Москву в 1922 году Николай Никанорович становится официальным директором Консерватории.
Как отмечает Е. В. Прыгун, «Народная консерватория стала профессиональным „ядром“, объединившим музыкальные силы города и руководившим важнейшими творческими проектами. С её появлением в Красноярске сложился целостный комплекс музыкальной культуры, необходимый для гармоничного развития крупного индустриального центра. Её деятельность стала определять развитие всей музыкальной жизни города в XX веке».

### Музыкальный техникум
В феврале 1922 года Народная консерватория была снята с государственного бюджета и превратилась в Музыкальный техникум. В связи с введением платы за обучение и отъездом эвакуированных значительно сократилось количество как учащихся, так и преподавателей. В 1923—1924 учебном году по финансовым причинам были закрыты классы струнных народных инструментов и великорусского ансамбля. В ноябре техникум получил небольшую дотацию от городского совета в размере 3000 рублей.
В 1926 году в техникуме был открыт класс баяна под руководством баяниста И. Е. Онегина, а также возобновляет работу отделение струнных народных инструментов.
В 1928 году после отъезда Тихонова в Москву директором был назначен Самуил Федорович Абаянцев. В том же году при участии преподавателей музыкального техникума было основано Красноярское филармоническое общество — «Красфил». В 1930 году при техникуме была открыта Детская музыкальная школа № 1. В этом же году тяжёлая болезнь вынудила Абаянцева уйти с поста директора.
1930-е годы в истории техникума характеризуются жёсткой регламентацией всех сфер деятельности, тотальным контролем со стороны управленческого аппарата и высокой текучкой кадров:
- В 1930—1931 учебном году обязанности заведующего временно исполнял К. Н. Сементовский.
- С 4 мая 1931 года по ноябрь 1933 года пост директора занимал С. С. Шастин.
- С 14 ноября 1933 года по ноябрь 1934 года — А. З. Черемисин.
- С ноября 1934 года по август 1935 года — В. А. Малов.
- С 26 августа 1935 года по 4 января 1938 года — П. К. Маргалик.

За этот период техникум дважды переименовывали. 16 апреля 1934 года Красноярский музыкальный техникум был переименован в Восточно-Сибирский государственный музыкальный техникум, а в декабре того же года, в связи с образованием Красноярского края — в Восточно-Сибирский краевой музыкально-педагогический техникум.

### Красноярское краевое музыкальное училище
15 сентября 1936 года консерватория была переименована в Красноярское краевое музыкальное училище и переехала в бывший дом купца Зельмановича — двухэтажный старинный каменный особняк с дворовым флигелем и другими деревянными постройками. Следующие 33 года училище будет делить этот особняк с Детской музыкальной школой № 1.

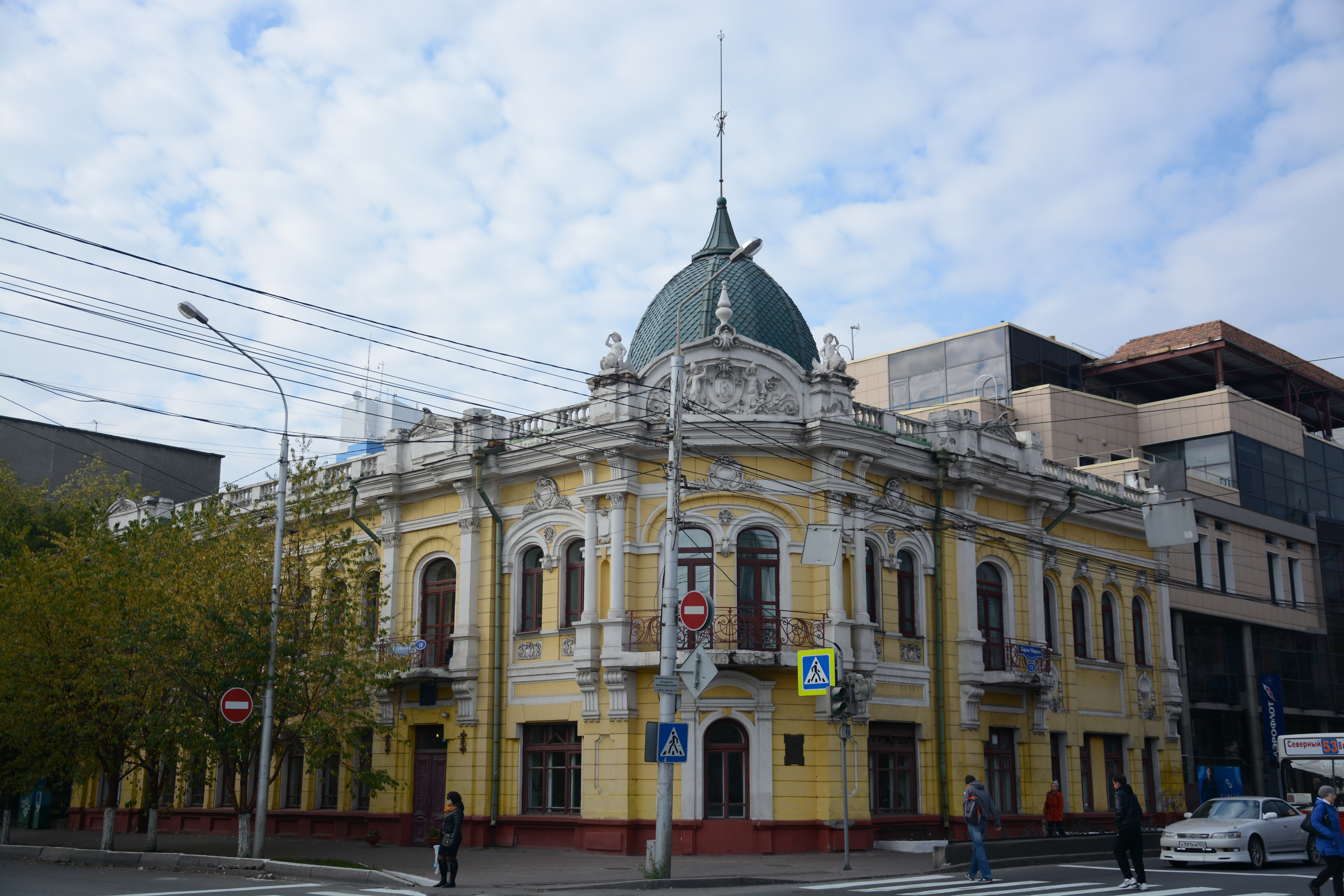
Дом Зельмановича. Красноярск, улица Карла Маркса, 73 / улица Сурикова, 19

В 1937-1938 годах были расстреляны несколько педагогов, начинавших работу ещё в Народной консерватории — А. Л. Марксон, Э. А. Гроника, С. Ф. Абаянцев, Г. И. Трошин.
С 5 января 1938 по 4 апреля 1939 года директором был С. К. Белянский. С 5 апреля по 10 июля 1939 года директором училища являлся П. А. Карбасников. Сразу после него директором училища стал преподаватель медных духовых инструментов и теоретических предметов Леопольд Леопольдович Дзевионтковский. В 1939/1940 учебном году училище было переименовано в «Красноярское краевое музыкальное училище имени XX-летия Ленинско-Сталинского комсомола». Информация, когда эти имена исчезли из названия, отсутствует. Предположительно, это произошло в период развенчания культа личности И. В. Сталина после 1956 года.
В сентябре 1940 года, с приходом в училище выпускника Московской консерватории хормейстера Алексея Николаевича Калачева было основано дирижёрско-хоровое отделение.
В военное время почти всё здание передаётся под жильё семей военных. В распоряжении преподавателей остаётся лишь концертный зал, теоретический класс и часть деревянного флигеля, поэтому индивидуальные занятия они проводят в домашних условиях. Тем не менее приём в училище продолжается — в 1942 году зачислено 55 человек. Сокращение учебных занятий компенсируется многочисленными концертами, которые студенты и педагоги дают на промышленных предприятиях и в военных госпиталях. Активное развитие учреждению в это время дают и эвакуированные в Красноярский край деятели культуры.
Послевоенный период стал для училища также периодом серьёзных испытаний. В 1945 году из Красноярска уехали директор Л. Л. Дзевионтковский и завуч А. П. Браудэ, и несколько месяцев учреждение оставалось без руководства. Основной учебный корпус находился в состоянии полного упадка, а многие педагоги не имели собственного жилья, что негативно сказывалось на всём учебном процессе. Новый 1945—1946 учебный год начался с большим опозданием. С января 1946 года новым директором стал фронтовик Борис Григорьевич Кривошея. Под его руководством было отремонтировано основное здание, общежитие на 50 человек, приведена в порядок библиотека. Вскоре произошло ещё одно важное событие — руководитель вокального отделения Маргарита Риоли-Словцова передала в дар училищу три четверти своего дома по адресу улица Сурикова, дом 11.
В январе 1953 года по собственному желанию покидает пост директора Б. Кривошея, и на 6 месяцев директором становится пианистка Л. И. Данюк, которую сменил скрипач и дирижёр П. Т. Берзак. В 1960 году директором училища на следующие 20 лет становится М. И. Меленевский.
В следующие несколько лет в училище открываются 3 новых отделения: в 1960 году — отделение теории музыки под руководством Ф. П. Веселкова, в 1961 году — заочное отделение под руководством Э. М. Прейсмана и театральное отделение, а в 1963 году — отделение музыкальной комедии под руководством Р. И. Сидоровой.

### Красноярское училище искусств
В 1961 году, в связи с появлением в училище специализации «актёр драматического театра», Красноярское музыкальное училище получило статус Училища искусств.
В 1965 году в училище появляется новая специализация «актёр музыкального театра», а в 1969 — «актёр театра кукол».
В 1969—1970 учебном году училище переезжает в новое здание на правобережье Красноярска — большой четырёхэтажный учебный корпус на 70 аудиторий и концертным залом на 600 человек по адресу ул. Коммунальная, 14. В 1979 году было также построено 5-этажное общежитие на 216 мест. В этот период стремительно растёт число учащихся. Если с 1948 по 1969 год училище окончили 832 человека, то только в 1970 году одновременно обучаются уже 480 человек.
В 1977 году в училище появляется новая специальность — «хореографическое искусство». Спустя год для нового отделения отводится здание бывшего духовного училища на проспекте Мира, а позже оно выделяется в самостоятельное учебное заведение — хореографическое училище.
Летом 1980 года по состоянию здоровья с поста директора ушёл М. И. Меленевский, а на его место был назначен Э. М. Прейсман. С сентября 1981 года директором училища был назначен В. К. Котляров. Однако уже в декабре 1981 года — в связи с переводом Котлярова на руководство театром оперы и балета — директором становится заведующий учебной частью и выпускник народного отделения училища М. И. Елгин.
В 1981 году было закрыто театральное отделение, артистов теперь обучают на театральном факультете открывшегося в 1978 году института искусств. В 1984 закрывается ещё одно отделение — музыкальной комедии.
В 1982 году на первом здании Народной консерватории по адресу улица Горького, дом 11 была установлена мемориальная доска: «В этом доме в 1920 году была открыта Красноярская Народная консерватория».
В 1983 году на базе струнного отделения создаётся камерный оркестр «Глория» под управлением В. П. Алексинцева, который успешно выступает в том числе и на зарубежных фестивалях.
1984 год — открытие отделения народно-хорового пения по инициативе Н. А. Шульпекова.
В 1993 году по инициативе директора М. И. Елгина Красноярское училище искусств стало членом Ассоциации музыкальных училищ России. В этом же году в структуре училища появилась своя Детская музыкальная школа с концертным залом и библиотекой, занимающая 2 этажа в отдельном здании по адресу улица академика Вавилова, 41. С 2009 года школа была переименована в Отделение дополнительного образования.
В 2001 году было упразднено отделение заочного обучения.
В 2007 году открывается новое отделение искусства эстрады под руководством В. Г. Баулиной, а в 2008 — вновь открывается актёрское отделение под руководством Л. Г. Лаврушевой.
14 сентября 2005 года на заседании педсовета преподавателями Э. А. Ванюковой и Л. Г. Лаврушевой было внесено предложение — ходатайствовать о присвоении училищу имени основателя Народной консерватории П. И. Иванова-Радкевича. 2 декабря 2008 года распоряжением Правительства Красноярского края училищу присваивается имя основателя и оно становится Красноярским училищем искусств имени П. И. Иванова-Радкевича.

## Красноярский колледж искусств
С 1 июня 2009 года училище стало называться Красноярским колледжем искусств имени П. И. Иванова-Радкевича. В мае 2010 года с должности директора уходит М. И. Елгин и временно исполняющим обязанности директора назначается музыковед Е. А. Пинчук. С июля директором становится заслуженный работник культуры Красноярского края Ходош Татьяна Владимировна.
С 2017 года в колледже возобновляется работа отделения «Музыкальное звукооператорское мастерство».

### Структура колледжа
По данным 2019 года в колледже можно получить профессии: актёра, концертмейстера, артиста, преподавателя, руководителя хорового или эстрадного коллектива. Обучение ведётся по специальностям: «инструментальное исполнительство» (по видам: фортепиано, струнные смычковые, духовые и народные инструменты), «вокальное искусство», «хоровое дирижирование», «сольное и хоровое пение», «теория музыки», «актёрское искусство», «музыкальное искусство эстрады». Имеется 2 оборудованных концертных зала — на 273 и 80 мест. Библиотека колледжа содержит свыше 30 тысяч экземпляров книг, нот, документов.

## Комментарии
1. ↑  С 1921 года — улица Горького.
2. ↑  В источниках указываются противоречивые цифры — 28, 47, 54[8][9] преподавателя. В отчёте о деятельности консерватории за сентябрь 1920 года числится 28 человек[3].
3. ↑  Прыгун Елена Викторовна, кандидат искусствоведения, профессор кафедры камерного ансамбля и концертмейстерской подготовки Сибирского государственного института искусств имени Дмитрия Хворостовского[16].
4. ↑  Современный адрес — улица Сурикова, 19 / улица Карла Маркса, 73.
5. ↑  Бывшая Детская музыкальная школа №8, основанная в 1962 году[39].